# Wzór Shermana-Morrisona
Wzór Shermana-Morrisona – wzór służący do obliczenia odwrotności sumy macierzy odwracalnej {\displaystyle A} i iloczynu diadycznego {\displaystyle uv^{T}} wektorów {\displaystyle u} i {\displaystyle v.} Wzór Shermana-Morrisona jest szczególnym przypadkiem wzoru Shermana-Morrisona-Woodbury’ego. Nazwany na cześć Shermana i Morrisona, pojawiał się jednak we wcześniejszych publikacjach.

## Twierdzenie
Niech {\displaystyle A} będzie odwracalną macierzą kwadratową i {\displaystyle u,} {\displaystyle v} będą wektorami kolumnowymi. Ponadto niech {\displaystyle 1+v^{T}A^{-1}u\neq 0.}
Zachodzi wówczas
{\displaystyle (A+uv^{T})^{-1}=A^{-1}-{\frac {A^{-1}uv^{T}A^{-1}}{1+v^{T}A^{-1}u}}.}

## Zastosowanie
Jeśli odwrotność macierzy {\displaystyle A} jest nam już znana, to stosując wzór można obliczyć odwrotność tej macierzy skorygowanej przez macierz 1 rzędu {\displaystyle uv^{T}.} Rachunek ten ma stosunkowo małą złożoność obliczeniową, ponieważ odwrotność {\displaystyle A+uv^{T}} nie musi być obliczana od podstaw (co jest złożonym działaniem), ale może być obliczana przez korekcję (lub perturbację) {\displaystyle A^{-1}.}
Przy wykorzystaniu kolumn jednostkowych (kolumny macierzy jednostkowej) jako {\displaystyle u} lub/oraz {\displaystyle v,} poszczególne kolumny lub rzędy macierzy {\displaystyle A} mogą być zmieniane, a odpowiednio zmieniona odwrotność macierzy może zostać obliczona w sposób nieskomplikowany obliczeniowo. W ogólnym przypadku, gdzie {\displaystyle A^{-1}} jest macierzą kwadratową o wymiarach {\displaystyle n} x {\displaystyle n,} {\displaystyle u} i {\displaystyle v} są dowolnymi wektorami o wymiarze {\displaystyle n,} cała macierz jest uaktualniana i złożoność obliczeniowa wynosi {\displaystyle 3n^{2}}. Jeśli {\displaystyle u} jest kolumną jednostkową, złożoność obliczeniowa wynosi {\displaystyle 2n^{2}.} Tak samo w przypadku, gdy kolumna {\displaystyle v} jest kolumną jednostkową. Jeśli zarówno {\displaystyle u,} jak i {\displaystyle v} są kolumnami jednostkowymi, złożoność obliczeniowa wynosi jedynie {\displaystyle n^{2}.}

## Dowód
Wystarczy dowieść, że
{\displaystyle (A+uv^{T})\left(A^{-1}-{\frac {A^{-1}uv^{T}A^{-1}}{1+v^{T}A^{-1}u}}\right)\ =\ I.}
Otóż
{\displaystyle (A+uv^{T})\left(A^{-1}-{\frac {A^{-1}uv^{T}A^{-1}}{1+v^{T}A^{-1}u}}\right)}
{\displaystyle =AA^{-1}+uv^{T}A^{-1}-{\frac {AA^{-1}uv^{T}A^{-1}+uv^{T}A^{-1}uv^{T}A^{-1}}{1+v^{T}A^{-1}u}}}
{\displaystyle =I+uv^{T}A^{-1}-{\frac {uv^{T}A^{-1}+uv^{T}A^{-1}uv^{T}A^{-1}}{1+v^{T}A^{-1}u}}}
{\displaystyle =I+uv^{T}A^{-1}-{\frac {u(1+v^{T}A^{-1}u)v^{T}A^{-1}}{1+v^{T}A^{-1}u}}}
{\displaystyle =I+uv^{T}A^{-1}-uv^{T}A^{-1}=I}
W przedostatniej linijce wyrażenie {\displaystyle v^{T}A^{-1}u} jest skalarem, więc {\displaystyle (1+v^{T}A^{-1}u)} można było go wyłączyć przed nawias i skrócić z mianownikiem.
Stąd wynika, że macierze {\displaystyle A+uv^{T},\ \ A^{-1}-{\frac {A^{-1}uv^{T}A^{-1}}{1+v^{T}A^{-1}u}}} są wzajemnie odwrotne.